# Lake Rowallan
Der Lake Rowallan ist ein Stausee im Zentrum des australischen Bundesstaates Tasmanien.
Er liegt am Oberlauf des Mersey River zwischen dem nördlichen Teil des Cradle-Mountain-Lake-St.-Clair-Nationalparks und dem nördlichen Teile des Walls-of-Jerusalem-Nationalparks. In ihm mündet der Fish River in den Mersey River.
An seinem Nordende, unterhalb der Staumauer, liegt die Siedlung Rowallan.